# 暁雲 (航空機)
暁雲（ぎょううん）は、大日本帝国海軍が計画した偵察機。「暁雲」は命名が予定されていた名称であり、試作名称は「十七試陸上偵察機」。略符号は「R1Y」、試作番号（実計番号）は「Y-30」。

## 開発
海軍航空技術廠（空技廠）では1939年（昭和14年）から、与圧気密室と排気タービン過給機を備え、高高度高速偵察機としても使用可能な世界記録の更新を目標とした高高度記録機として、「Y-30」の基礎設計を進めていた。これを前身として、陸軍の一〇〇式司令部偵察機を上回る速力と航続性能に優れた陸上偵察機を目指し、空技廠は1941年（昭和16年）12月に暁雲の計画を開始した。この時点での試作名称は「十六試陸上偵察機」。十七試陸偵としての具体化を経て、大築志夫技術少佐を設計主務者として1942年（昭和17年）夏から本格的な設計が開始された。1943年（昭和18年）末頃には試作一号機が完成する予定だった。
しかし、設計値が要求性能を下回っていたことや、同時期に空技廠で開発されていた陸上爆撃機「銀河」の性能が評価され、改造機で暁雲を代替できると判断されたこと、ソロモン諸島の戦いの戦局が悪化し航続距離よりも高高度飛行能力や小型であることが偵察機に求められるようになったことなどから、1943年3月あるいは夏に70パーセントあるいは約85パーセントまで設計図面の作業が完了し、模型による風洞実験が行われていたところで計画は中止された。その後、開発中に山名正夫技術少佐が提出した別案を元に、新たに十八試陸上偵察機（後の「景雲」）の開発が開始された。

## 設計
暁雲は3座の双発機で、当初要求された性能は以下のような、当時の技術水準以上の「空想的」気味とも評されるものだった。
- 将来的な[1][21]与圧気密室の装備が可能であること[1][4][21]。
- 偵察席は最前方とすること[13]。
- 局地偵察・洋上哨戒索敵が可能なこと[1][4][10][16]。
- 最大速度は667 km/h（360 kt・高度6,000 m時）[1][4][8][10][16][21]。
- 航続距離は巡航速度436 km/h（250 kt）で7,410 km（4,000浬・高度4,000 m時）[1][4][8][10][16][21]。

当初、エンジンは三菱重工業で開発中の水冷H型24気筒「ヌ号」（ME2A、出力2,500 - 3,000 hp）2基を連結した「ワ号」（ヌ号双子型、出力5,200 hp）1基を機首に装備する予定だったが、保証できる最大速度が640 km/h（345 kt）に留まったこともあり、乗員の視界を確保するために三菱「MK10A」（出力2,400 hp）あるいはその性能向上型、または「MK10C」双発に変更された。当初、MK10Aで発揮できる最大速度は685 km/h（370 kt・高度8,000 m時）と予定されていたが、MK10Aの開発が難航し使用する過給機がフルカン式過給機から歯車駆動の2速過給機に変更されたため、最大速度は648 km/h（350 kt・高度6,000 m時）となり、要求された速度から19 km/h（10 kt）不足したことが計画中止の一因となった。なお、将来的にはエンジンに3速過給機を装備し、最大722 km/h（390 kt・高度10,000 m時）程度の速力を発揮する可能性も見積もられていた。
主翼には層流翼型「LB翼」を採用し、構造を外翼と中央翼に分割することで容易に胴体と結合できるように工夫された。また、胴体や主翼翼桁の構造や材料、組立治具を銀河と共通化することで、開発期間の短縮が図られていた。そのため、風防の長さを除き外観も銀河に類似していたが、生産性向上を企図して、銀河の時点で工作が困難と判断されていた箇所では改良が行われている。加えて、銀河では爆弾倉だった箇所を燃料タンクとするとともに、主翼にもセミインテグラルタンクが設けられている。
また、開発中には山名正夫技術少佐によって、愛知航空機製の「アツタ30」液冷倒立V型12気筒エンジンに排気タービンを装備したものを双子化して胴体に内蔵し、最大速度741 km/h（400 kt・高度10,000 m時）、航続距離3,334 - 3,704 km（1,800 - 2,000浬）を発揮するという、航続力よりも速力を重視した別案が提出された。この案は首脳部に有力視され後の景雲に繋がったが、機体構造が複雑化するため実用機としては不適だとする強い反対意見も存在した。

## 諸元（計画値・最終時）
出典：『日本航空学術史（1910－1945）』 10頁、『日本航空機総集 愛知・空技廠篇』 188頁。
- 全長：15.0 m
- 全幅：19.0 m
- 翼面積：50.0 m2
- 自重：10,500 kg
- 全備重量：14,000 kg
- エンジン：三菱 MK10A[1][2][8][22]あるいはMK10C[13] 空冷複列星型18気筒（MK10A：2,400 hp） × 2
- 最大速度：648 km/h（350 kt・高度6,000 m時）、704 km/h（380 kt・高度9,000 m時）
- 航続距離：7,408 km（4,000浬・高度4,000 m時）
- 乗員：3名